# Décret de Moscou
Le décret de Moscou est un acte rendu à Moscou le 15 octobre 1812 par Napoléon Ier et contresigné du duc de Cadore, qui régit le fonctionnement de la Comédie-Française.

## Caractérisation
Le décret de Moscou fixe avec minutie les règles de la Comédie-Française. Il comprend sept titres :
1. Direction et Surveillance.
2. De l’Association du Théâtre-Français avec tout le système de la division en parts, des pensions et des retraites.
3. L’administration des Intérêts de la Société.
4. L’Administration théâtrale.
5. Les pièces nouvelles et les auteurs.
6. La police
7. Les dispositions générales[2].

Ce décret, qui constitue une synthèse de tous les règlements et arrêtés antérieurs, reprend et coordonne toute la précédente législation de la Comédie-Française, qui était arrivée, en 1812, à une organisation lentement élaborée par la coutume et transformée chaque jour par les événements. Napoléon n’a fait que codifier des règles nées de l’adaptation des principes de son administration à ses besoins.
Le décret de Moscou 1812 porte les marques de la perte de liberté propre à l’Empire en portant atteinte aux libertés corporatives de la Comédie-Française. Le ton en est plus autoritaire que celui des règlements de 1757 et 1766. Pour les Comédiens, les exigences de cette réglementation furent compensées par les largesses de l’Empereur.

## Contexte
En 1812, l’étoile de Napoléon commençait à pâlir. Il venait de s’engager dans la désastreuse campagne de Russie. Napoléon, dont l’amour pour la tragédie et la passion pour Corneille, et une solide amitié pour la gloire des planches de l’époque, Talma, étaient connus de tous, se trouvait au Kremlin, lorsqu’arriva dans le courrier impérial le règlement préparé pour la Comédie-Française ; et au milieu de toutes les préoccupations qui l’entouraient, au milieu des difficultés dans lesquelles se jouait le sort de l’Empire, Napoléon, « par une de ces oppositions auxquelles se complaisait son génie » eut sa pensée ramenée vers la Comédie-Française. 
Napoléon, qui savait que le peuple murmurait contre lui et contre les sacrifices qu’il exigeait, jugea une digression indispensable. Comme pour montrer la parfaite quiétude de son esprit et son admirable méthode, en pleine Russie, au Kremlin, il voulut, délaissant les problèmes de la politique pour s’occuper de donner une réglementation durable à sa troupe de Comédiens.
Tony Sauvel a néanmoins mis en cause, dans un article publié en 1975 dans la Revue historique de droit français et étranger, l’appellation moscovite de ce décret. Il souligne notamment une habitude de communication de Napoléon qui était coutumier du fait, de dater des actes juridiques de lieux éloignés de Paris, de façon que l’on croie qu’il était capable de gérer la France partout et en tous lieux.

## Historique
Le 11 août 1800, Bonaparte avait signé un arrêté par lequel l’immeuble du Théâtre-Français devenait propriété de l’État, signalant ainsi la volonté de l’Empereur de soumettre le plus possible la Comédie-Française à son emprise. Ensuite, estimant que « Le Théâtre-Français mérite d’être soutenu, parce qu’il fait partie de la gloire nationale », il rétablit, le 13 messidor an X (2 juillet 1802), la subvention, qui avait été abolie en 1790, en la portant d’un coup au chiffre vraiment très considérable de 100 000 livres de rente en inscription sur le Grand Livre.
Chargé de préparer un règlement d’administration pour tout ce qui touche le Théâtre-Français, le Ministre de l’Intérieur plaça, le 6 frimaire an XI (26 novembre 1802), la Comédie-Française sous la surveillance et la direction du Préfet du Palais, le matériel et la comptabilité restant dans les attributions du Ministre de l’Intérieur. 
Peu à peu, tous les grands principes abolis par la Révolution furent rétablis : aide de l’État, contrôle du Gouvernement. Un arrêté du 28 nivôse an XI (18 janvier 1802), pris par le comte Rémusat, Préfet du Palais, décida que l’exploitation du Théâtre-Français continuerait d’être confiée à des sociétaires, et il reprenait la plupart des dispositions des règlements de 1757 et 1766, avec des articles intitulés : « Moyens de répression, Encouragements et récompenses ».
L’arrêté de pluviôse an XI prévoyait un acte d’association qui fut effectivement signé devant Me Hua, notaire à Paris, le 27 germinal an XII (17 avril 1804) et modifié sur quelques points en 1816 et 1813.
Pendant la période du Premier Empire, les « Comédiens ordinaires de l’Empereur » donnèrent quarante-cinq tragédies et soixante-dix-neuf comédies à la Cour Impériale, dans les résidences de Saint-Cloud, Fontainebleau, Les Tuileries, La Malmaison, Compiègne, Trianon et l’Élysée.
Les avantages matériels ne leur manquaient pas non plus. Indépendamment de la subvention annuelle accordée sur la cassette impériale, l’Empereur obligeait tous les membres de la Famille Impériale et les hauts dignitaires de la Cour à avoir une loge au Théâtre-Français.